# Die weiße Schlange

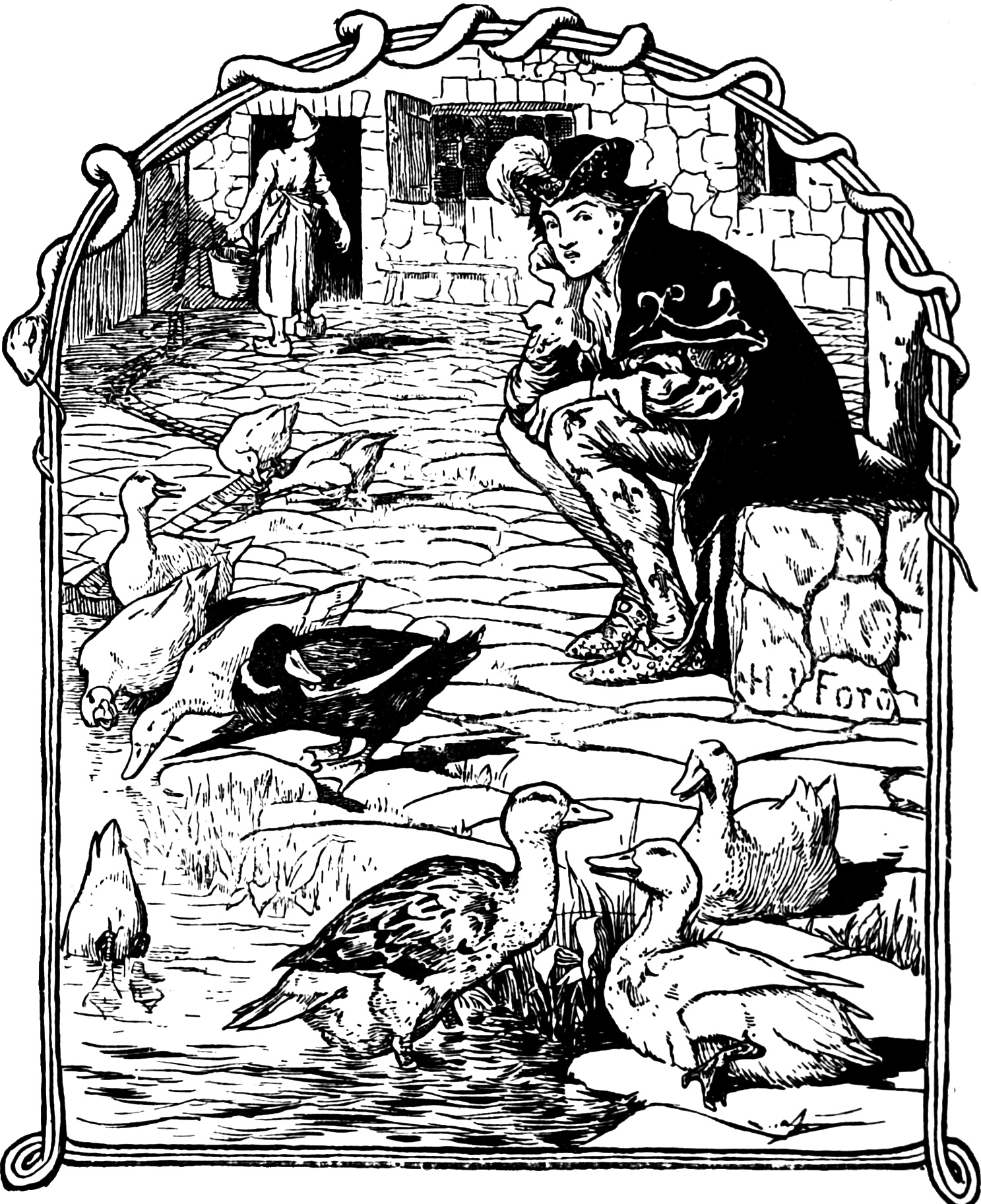
Illustration von Henry Justice Ford, 1902

Die weiße Schlange ist ein Märchen (ATU 673). Es steht in den Kinder- und Hausmärchen der Brüder Grimm an Stelle 17 (KHM 17).

## Deutsches Märchen (Brüder Grimm, KHM 17)

### Inhalt

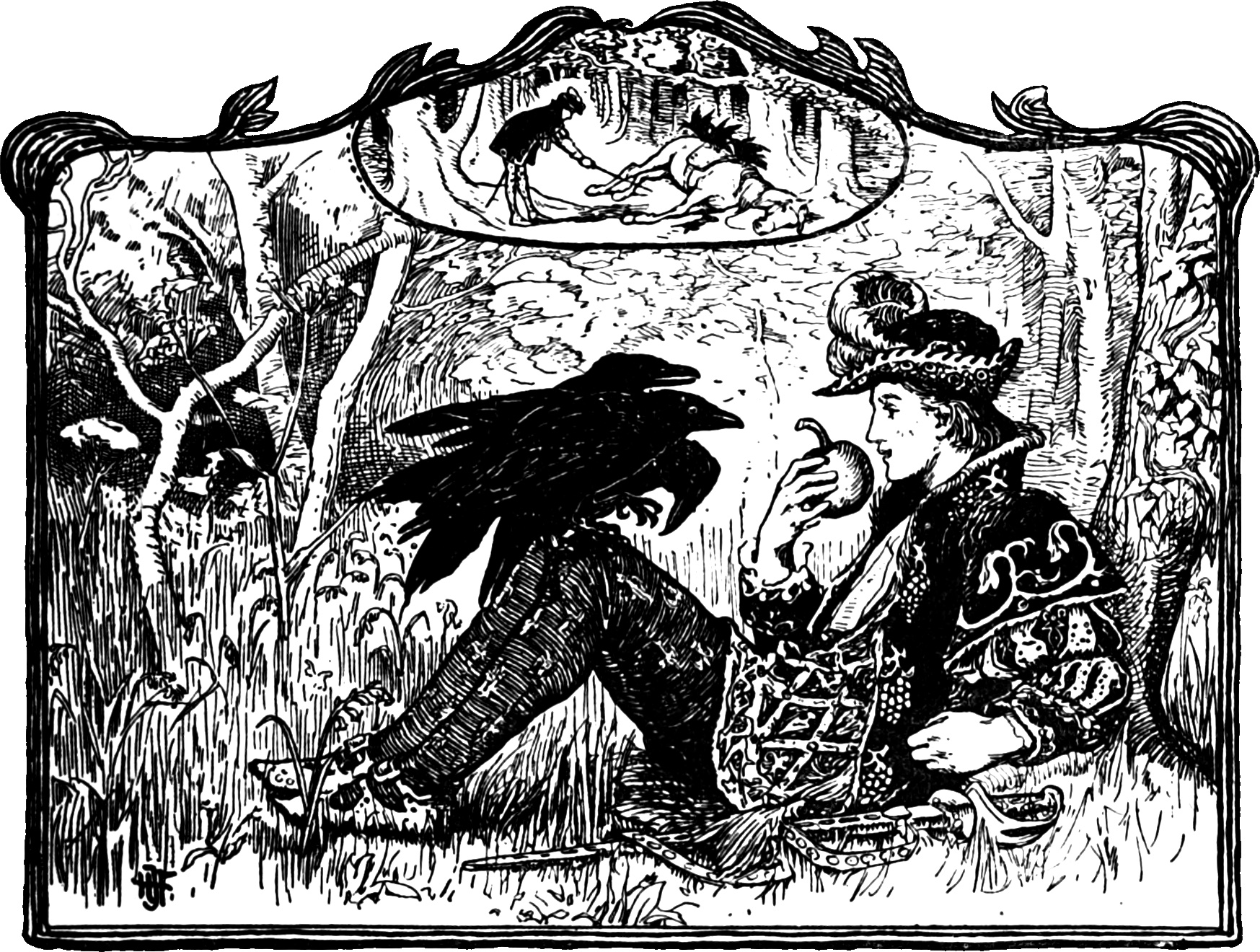
Illustration von Henry Justice Ford, 1902

Ein König, der für seine Weisheit bekannt ist und dem nichts entgeht, hat die geheimnisvolle Angewohnheit, nach jedem Mittagsmahl noch von einer unter einem Deckel verborgenen Speise zu essen. Den Deckel hebt er erst, wenn niemand zusieht. Ein neugieriger Diener schaut einmal nach und findet darunter eine zubereitete weiße Schlange. Als er davon isst, kann er die Sprache der Tiere verstehen. Als der König ihn beschuldigt, den Ring der Königin gestohlen zu haben, kann er seine Unschuld beweisen, indem er eine Ente schlachten lässt, die zuvor erzählt hatte, dass sie den Ring verschluckt hat. Der König bietet ihm als Entschuldigung einen besseren Posten an. Der Diener lässt sich stattdessen ein Pferd geben und reitet in die Welt hinaus. Unterwegs begegnet er drei Fischen, die er aus dem Schilf rettet, einem Ameisenkönig, dessen Ameisenvolk er schont, indem er einen Umweg reitet, um nicht die Ameisenstraße kreuzen zu müssen, und schließlich drei jungen, noch flugunfähigen hungrigen Raben, die von ihren Rabeneltern verstoßen wurden, und für die er sein Pferd schlachtet. Er kommt zu einem Schloss, dessen schöne Königstochter dem versprochen ist, der eine Aufgabe löst. Wenn es ihm aber misslingt, dann muss er sterben. Er meldet sich als Freier, und der König trägt ihm auf, einen Ring aus dem Meer zu holen. Die drei Fische kommen und bringen ihn für ihn an Land. Die Königstochter will aber keinen Diener heiraten und stellt ihm noch die Aufgabe, drei Säcke Hirse aus dem Gras zu sammeln. Nachdem die Ameisen auch diese Aufgabe für ihn gelöst haben, stellt sie ihm noch die Aufgabe, ihr einen Apfel vom Baum des Lebens zu bringen. Er wandert los, aber die drei Raben holen für ihn den Apfel. Als die Prinzessin davon isst, ändern sich ihre Gefühle und sie heiraten.

### Herkunft und Varianten

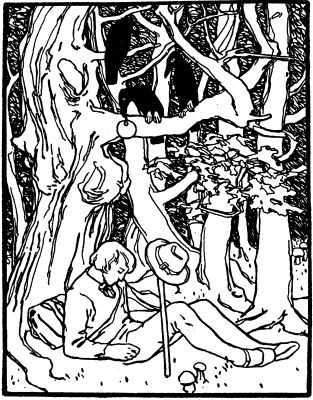
Illustration von Otto Ubbelohde, 1909

Grimms Anmerkung notiert „Aus dem Hanauischen“ (von Familie Hassenpflug). Sie vergleichen bzgl. der hilfreichen Tiere KHM 62 Die Bienenkönigin (siehe auch KHM 33, 57, 60, 126, 169, 191) und bzgl. der Wirkung der weißen Schlange die Sage Seeburger See (Grimms Deutsche Sagen Nr. 131) sowie das Vogelherz in KHM 122 Der Krautesel. Sie nennen noch Soldat Lorenz aus Pröhles Kindermärchen Nr. 7. Zur weiteren Verbreitung vergleichbarer Märchen außerhalb Deutschlands siehe unten.
In einer Handschrift von Ludwig Aurbacher in Grimms Nachlass verwirkt ein Ehepaar sein Glück, indem sie neugierig unter des Königs verdeckte Schüssel schauen (später in Aurbachers Volksbüchlein, München 1827, I, Nr. 60, S. 101–104). Vgl. zur verdeckten Schüssel auch Ei so beiß!, Nr. 67 in Ernst Heinrich Meiers Deutsche Volksmärchen aus Schwaben, 1852.
Weiterbearbeitungen Wilhelm Grimms ab der 2. Auflage sind laut Hans-Jörg Uther wohl von Albert Ludwig Grimms Märchen Hanns Dudeldee inspiriert. Erlernen überirdischen Wissens durch Tiersprache gehöre zum Kernbestand indischen und griechischen Erzählguts sowie neuzeitlicher Märchen. Ab der 2. Auflage packt der Diener die Ente „gleich beim Kragen“, zur 6. Auflage will er den Lebensbaum suchen „solange ihn seine Beine trügen“, wie schon in KHM 111 Der gelernte Jäger und ähnlich in einem Märchen Musäus’.

## Internationale Verbreitung
Das dem Märchen zugrundeliegende Aarne-Thompson-Motiv ATU 673 (Die weiße Schlange) ist Teil einer weit verbreiteten Motivgruppe, in denen der Protagonist die Sprache der Tiere mit Hilfe einer Schlange erlernt - in diesem Fall dadurch, dass er das Fleisch einer weißen Schlange isst. Dieses Motiv ist in Europa gut belegt, häufig in Mittel- und Osteuropa, aber auch in Schottland, Irland, Skandinavien, und dem Baltikum. Bereits die Brüder Grimm vergleichen das Märchen mit einer schottischen Sage bei Grant Stewart, Das Zauberpferd bei Straparola 3,2. Vereinzelte Belege gibt es auch außerhalb von Europa, eine östliche Fassung ist beispielsweise für Kasachstan belegt, hier allerdings essen die Protagonisten wie in KHM 122 Der Krautesel das Herz eines Vogels, nicht einer Schlange. In anderen östlichen Fassungen wird die Schlange nicht getötet, sondern gewährt dem Helden das Wissen um die Sprache der Tiere aus Dankbarkeit für ihre Errettung oder Verschonung (so z. B. aserbaidschanisch). Dies entspricht auch der bereits antiken Melampussage (Apollodor, 1.9). In der Erzählung von Bhima und Vasuki bietet das indische Mahabharata eine Fassung, die einen Kampf mit Schlangen und deren freiwillige Hilfe (nicht aufgrund von Dankbarkeit, sondern aufgrund von Verwandtschaft) nebeneinander präsentiert, die übernatürliche Gabe an den Helden ist dabei aber nicht Wissen, sondern Kraft.
Eine frühe literarische Fassung aus Europa bietet die isländische Völsungensaga (spätes 13. Jh.), nach der Sigurd den Drachen (Wurm) Fafnir erschlägt, von seinem Herz kostet und so die Sprache der Vögel erlernt. Ähnlich beschreibt Saxo Grammaticus (Gesta Danorum, V.2.6–V.2.8, 12. Jh.) wie Ericus „der Beredte“ seine Weisheit dadurch erlangte, dass er den Brei aß, den seine Stiefmutter Kráka für seinen Halbbruder Rollerus bereitet und mit dem Speichel einer schwarzen Schlange angereichert hatte. Verwandte Erzählungen finden sich auch in der Geburtslegende des walisischen Barden Taliesin (Hanes Taliesin, 16. Jh.), sowie in der irischen Macgnímartha Finn (12. Jh.), nach der der junge Fionn mac Cumhaill für seinen Lehrmeister Finegas den „Lachs des Wissens“ (eó fis) zubereiten soll, von diesem aber kostet und so das geheime Wissen erwirbt, das Finegas für sich alleine erwerben wollte. In diesen keltischen Fassungen ist die Schlange allerdings durch einen Lachs bzw. einen (Kräutersud aus einem) Kessel ersetzt, eventuell aufgrund des Fehlens von Schlangen in der Fauna Irlands.

## Interpretation

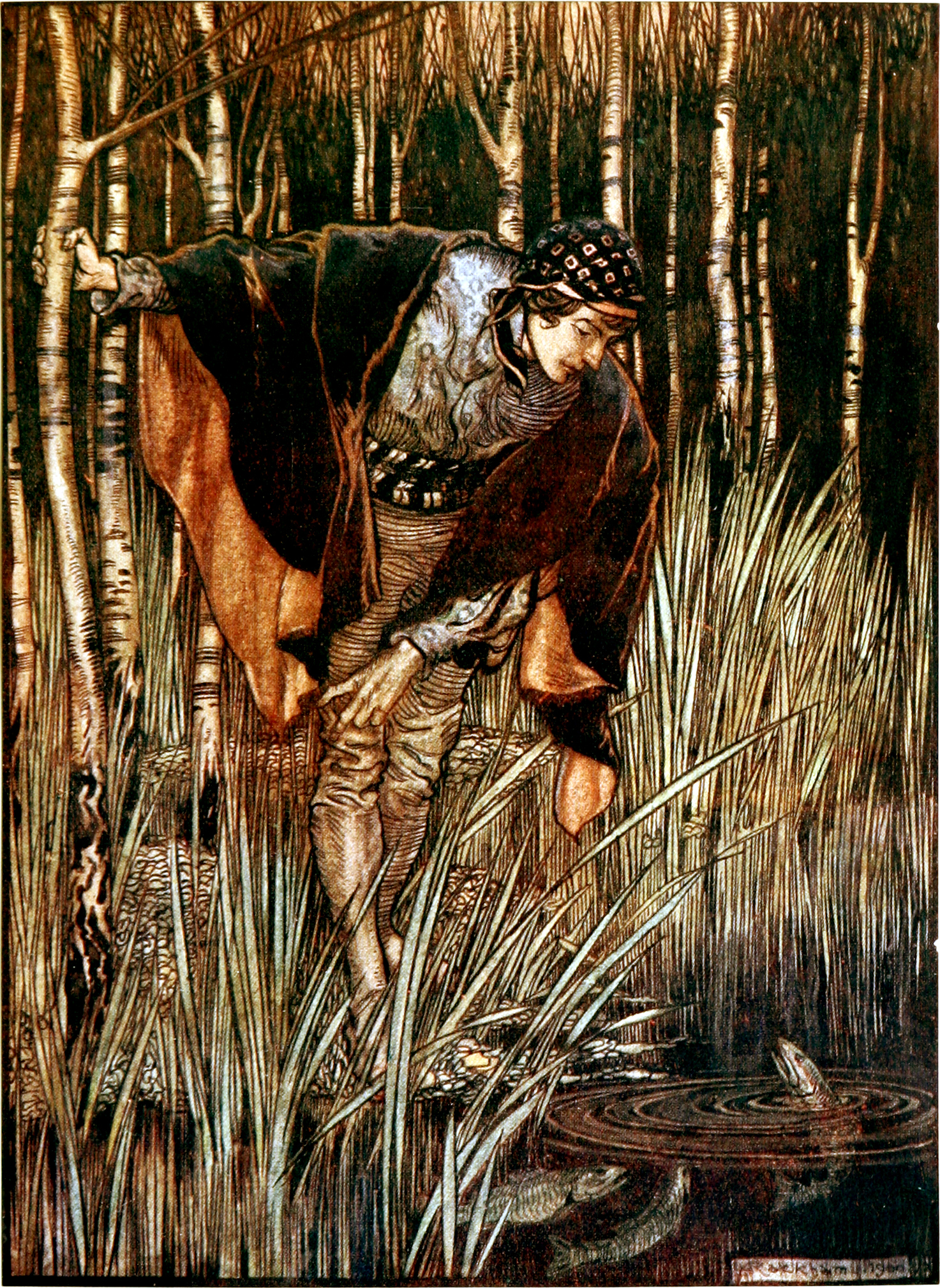
Illustration von Arthur Rackham, 1909

Diese Geschichte enthält sehr viele Elemente, die auch in anderen Märchen vorkommen: Ein unschuldig Bezichtigter, der aber glücklich seine Unschuld beweisen kann (Die sechs Schwäne), Kenntnis der Sprache der Tiere (Die drei Sprachen) oder Tiere, die ihm aus Dankbarkeit zu Diensten stehen (Die zwei Brüder), und schließlich die Aufgaben, vor die er gestellt wird, um die schöne Königstochter zu bekommen (Die sechs Diener).
Interessant ist die Bedeutung, die der Schlange hier zukommt. Sie bewirkt Weisheit und die Fähigkeit, andere Wesen zu durchschauen (Ferenand getrü und Ferenand ungetrü). Vielleicht hat der König ja geahnt, dass der Diener etwas Verbotenes getan hat, vielleicht ist er aber auch besonders misstrauisch. In vielen anderen Märchen sind Schlangen oder Menschen, die mit ihnen verglichen werden, besonders hinterlistig (Der König vom goldenen Berg). Typisch ist zudem auch, dass der Mensch sich die erleuchtende Gabe verbotenerweise aneignet, wie die Frucht vom Baum der Erkenntnis (Genesis). Ein ähnliches Motiv wie im Märchen findet man im Übrigen aber auch in einer Flensburger Sage, wo das Fangen der blauen Schlangen sogar zur Unsterblichkeit oder zu Reichtum führt.
Der Anthroposoph Rudolf Meyer vergleicht die Schlange mit der autochthonen Rückenmuskulatur des Menschen und sieht eine Verbindung zu intuitiven, animalischen Fähigkeiten. Sie stehen nur wenigen zur Verfügung (Haube über dem Teller) und stellen besondere Anforderungen an das Mitgefühl mit leidenden Wesen, die der Diener in dem Märchen beweist (deshalb eine weiße Schlange).

## Verfilmung
- Die weiße Schlange, Deutschland/Österreich, Märchenfilm der ZDF-Reihe Märchenperlen. Die Erstausstrahlung erfolgte am 19. Dezember 2015 bei ZDFneo. Diese Fassung verwendet recht frei die Motive des Märchens.[17]